# 李思思
李 思思（1986年11月4日—）は、中華人民共和国の司会者。吉林省長春市出身。北京大学新聞と伝播学院卒業。中国中央電視台の司会者。

## 略歴
1986年、吉林省長春市朝陽区に生まれた。
2001年 - 2003年は、吉林衛視音楽節目『唱片街』の嘉賓司会を務めた。
2007年、中国中央電視台に入り。

## テレビ番組
- 『綜藝快報』
- 『挑戦主持人』
- 『歡楽英雄』
- 『回声嘹亮』
- 『有朋遠方來』
- 『我要上春晩』
- 『巔峰音楽匯』
- 『中国中央電視台春節聯歡晩会』（2012年現在）[3]